# Odd Reitan
Odd Reitan (født 1951 i Trondheim) er en norsk forretningsmand og virksomhedsejer. Han er særlig kendt for at have grundlagt supermarkedskæden REMA 1000.
Odd Reitan har været administrerende direktør og bestyrelsesformand for moderselskabet Reitangruppen AS, og formand for alle gruppen forretningsområder. Han åbnede sin første forretning i 1972.
Han er uddannet fra Dillner & Støen Handelsskole (1969) og Norsk Kjøpmannsinstitutt (1971).

## Musiker
Som ung spillede Odd Reitan orgel i den norske popgruppe Mewsick Group fra 1965 til 1966 og herefter i dansebandet Four Jets fra 1967 til 1968.

### Diskografi
- Pop '67 (1967) (Columbia Records)
- Trondhjæm, Trondhjæm (Solid Rock) (1987)
- Raveyard Paradise – Norsebeat Flashbacks 1964–1967 (Igloo Records) (1995)
- Norsk Rocks Skattkammer vol. 1 (Backstage Records) (2001)
- Norsk Rocks Historie Vol. 3: Beatgrupper 1964–1967 (NRK/Universal Music) (2004)